# La Jungla
La Jungla es un cuadro al óleo, pintado por Wifredo Lam en 1943. Se exhibe en el MoMA, Museo de Arte Moderno de Nueva York, EUA.  Este cuadro ha sido interpretado como la síntesis de un ciclo antillano, en virtud del espacio barroco dominante y de la atmósfera creada por la asociación de lo humano, lo animal, lo vegetal y lo divino. Hay en él un vocabulario visual que evolucionó desde el paisaje de corte académico hacia un tema y un lenguaje de arte moderno. En este óleo parecen fusionarse visiones y vivencias del pintor; el mítico paisaje insular, la incorporación de contenidos e iconografías procedentes de los sistemas mágico-religiosos de origen africano extendidos en Cuba y el Caribe, conjugándose en toda su definición.

## Descripción
Como su propio título lo define, la jungla es un paisaje de apretada selva, cañaveral cerrado donde lo vegetal, lo boscoso está impregnado de símbolos. De entre el ramaje parecen asomarse deidades,  animales, rostros humanos, insinuaciones fálicas, curvas glúteas, diablillos y tantas formas que colmadas de cubanía sugieren cierta ambigüedad. La fruta de güira con los senos de una mujer, las hojas de una tijera como una espiga de tabaco.
Esto condujo al eminente escritor cubano  Alejo Carpentier a hablar, con mucha vehemencia, de un "algo" en la obra de Lam, ecuménicamente atado, no solo al suelo deCuba, sino a todo el rosario de islas que conforman el Caribe insular. El crítico Alain Jouffroy llamó a La jungla el primer manifiesto plástico del Tercer Mundo. Un dato curioso es que su autor vendió este cuadro en apenas 300 pesos para cumplir contratos con una galería intermediaria en el mercadeo de sus cuadros y hoy su valor sobrepasa el millón de dólares.

## Influencias
El lenguaje de Wifedo Lam evolucionó con celeridad hacia un estilo muy sobrio, de simplicidad compositiva, esquematismo formal y en el que sin dudas se advierte una influencia cubista. En sus visitas al Museo del Hombre, en compañía del etnólogo Michel Leiris, encontró referentes de primera mano del arte y las esculturas africanas que también influirían visiblemente en su obra. Esta obra y La silla se consideran verdaderas síntesis de su política, donde se mezclan surrealismo y cubismo europeos con el poder del mito característico de los cultos sincréticos del Caribe

## Autor
Wifredo Lam, el más universal de los pintores cubanos. Introdujo la cultura negra en la pintura cubana y desarrolló una renovadora obra que integra elementos de origen africano y chino presentes en Cuba.  Nace el 8 de diciembre de 1902 en un barrio humilde de Sagua la Grande,  Villa Clara,  Cuba. Desde sus primeros años demostró inclinación hacia el dibujo y la pintura. Estudió en la Escuela Profesional de Pintura y Escultura San Alejandro, en La Habana, hasta 1923. Integró la Asociación de Pintores y Escultores de La Habana, e ingresó en los Salones de Bellas Artes de esa institución. En 1923 viajó a España para estudiar pintura en la Academia de San Fernando de Madrid. En 1938  se trasladó a París, Francia, donde conoció al artista español Pablo Picasso, con quien sostuvo estrecha amistad. Este lo introdujo en el mundo artístico parisino, en el que intimó con André Breton, Benjamín Péret  , Pierre Loeb y otros reconocidos poetas y escritores europeos. Lam pasa el período comprendido entre 1947  y 1952  entre Cuba, New York y  París. Falleció el 11 de septiembre  de 1982  en París. En 1951  ganó el primer premio del Salón Nacional, La Habana. Expuso en París, Nueva York  y La Habana.